# Piazza Santo Stefano

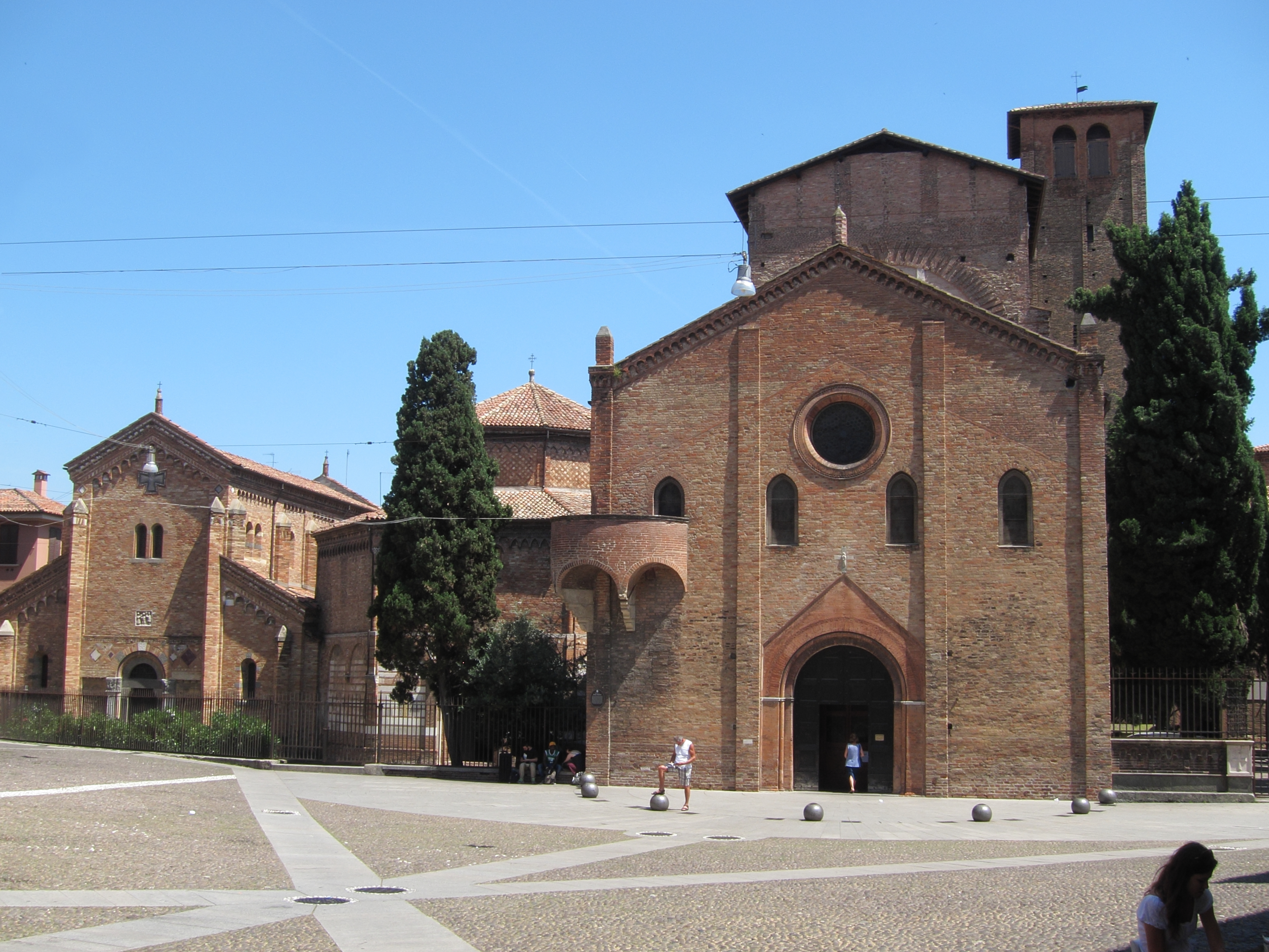
Die Basilika Santo Stefano

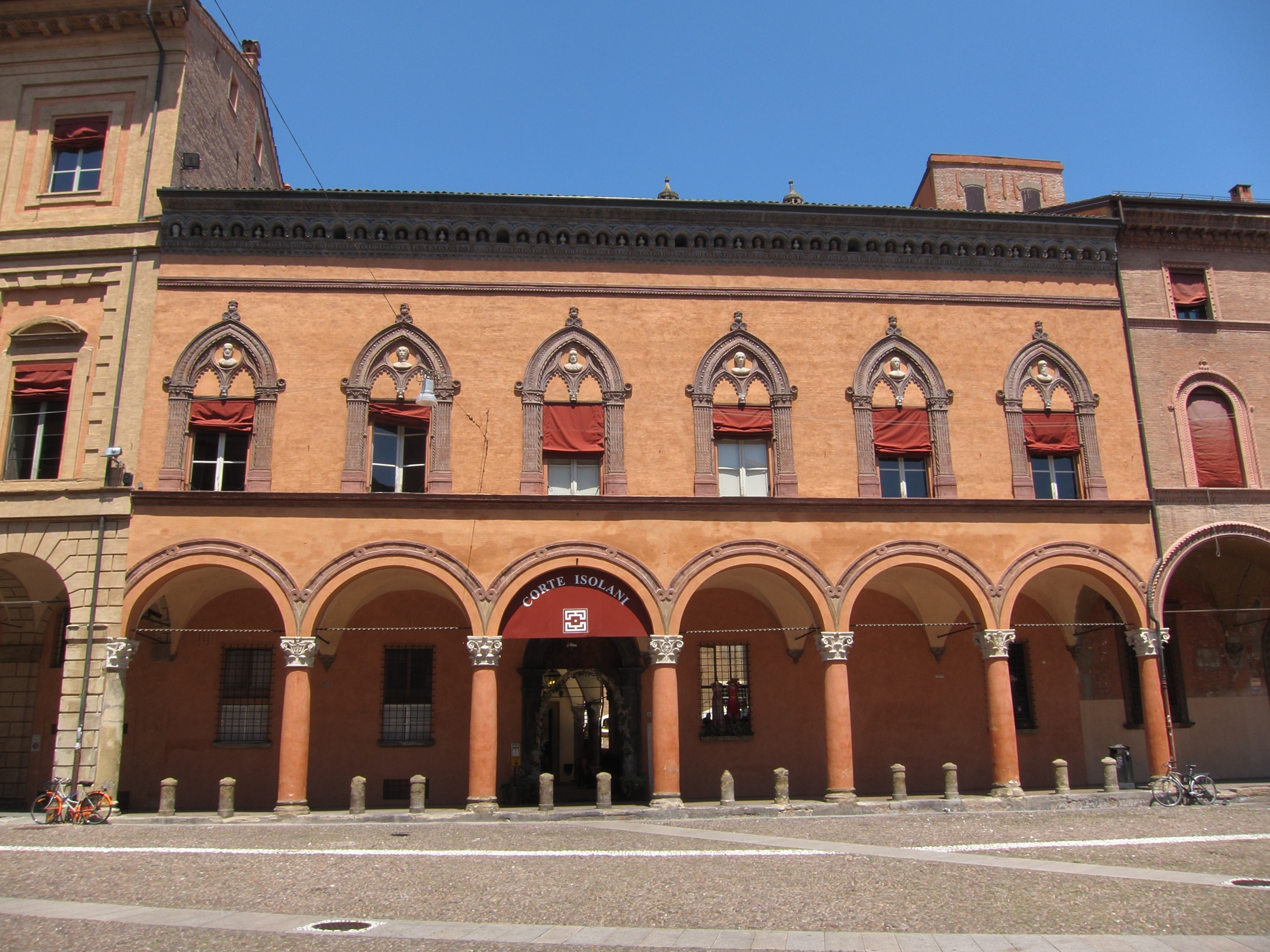
Corte Isolani

Piazza Santo Stefano, auch als Piazza delle Sette Chiese bekannt, ist ein Platz von Bologna.
Es ist einer der schönsten Ausblicke von Bologna, besonders bei Nacht. In Richtung der Due Torri ist die gegenüberliegende Seite der Piazza durch den Kirchenkomplex Basilika Santo Stefano umgeben, die durch die Kirche beherrscht ist und um die anderen Kirchen oder deren Überreste übriggeblieben sind. 
Die Piazza, ein beliebter Ort für kulturelle Veranstaltungen und Konzerte, ist durch verschiedene Paläste gekennzeichnet. An der linken Seite ist die Strada Maggiore durch die schöne und antike Kaufgalerie Corte Isolani erreichbar.
Koordinaten: 44° 29′ 32″ N, 11° 20′ 53″ O